# Solano (Nueva Vizcaya)
Solano (Bayan ng  Solano) es un municipio filipino de primera categoría perteneciente a  la provincia de Nueva Vizcaya en la Región Administrativa de Valle del Cagayán, también denominada Región II.

## Geografía
Tiene una extensión superficial de 139.80 km² y según el censo del 2007, contaba con una población de 56.244 habitantes y 11.205 hogares; 56.134 habitantes el día primero de mayo de 2010

### Barangayes
Solano se divide administrativamente en 16 barangayes o barrios, 11 de  carácter rural y 6 de carácter  urbano:
| - Aggub - Bangaan - Bangar - Bascaran - Curifang (Sinafal) - Dadap - Lactawan - Osmeña - Población, barrio del Norte - Población, barrio del Sur - Quezón | - Quirino - Roxas - San Juan - San Luis - Tucal - Uddiawan - Wacal - Bagahabag - Communal - Concepción (Calalabangan) - Pilar D. Galima |

## Política
Su Alcalde (Mayor) es  Philip A. Dacayot.

## Historia
El municipio de Solano fue fundado el año 1767 por el sacerdote dominico Alejandro Vidal, primer misionero español que llegó a Bagabag en 1754.
El lugar era conocido como Lungabang que significa cueva Gaddang, pero su nombre fue cambiado a Lumabang por los españoles por su mayor facilidad de pronunciación.
La figura del regidor municipal fue cambiando de denominación a lo largo del tiempo, pasando a ser Capitán del Pueblo, Gobernadorcillo, alcalde de naturales o presidente municipal hasta que se introduce el título del Alcalde Municipal en el año 1973.

### Capitán del Pueblo
| - 1762 Gatan - 1763 Alianggang - 1764 Danao Baccajan - 1765 Alianggang | - 1766 Tomas Abbacan - 1767 ?? - 1768 Antonio Binaley - 1769 Sebastián Telan | - 1770 Domingo Buseg - 1771 Luis Abbacan - 1772 Mateo Guiguing - 1773 Domingo Buseg | - 1774 Vicente Labog - 1775 Bartolomé Bengao - 1776 Bartolomé Bengao - 1777 Luis Abbacan | - 1778 Santiago Dumelod |

### Gobernadorcillo
| - 1779 Antonio Dayag | - 1780 Vicente Labog | - 1781 Francisco Busa |

### Alcalde de Naturales
| - 1782 Manuel Balassu - 1783 Pedro Arasa | - 1784 Tomas Abbacan - 1785 Clemente Malenab | - 1786 Tomas Lauagan - 1787 Domingo Dumelod | - 1788 Santiago Agguid |

### Gobernadorcillo
| - 1789 Pablo Saquing - 1790 Domingo Panganiban - 1791 Domingo Panganiban - 1792 Domingo Dumelod - 1793 Francisco Furuc Binaley - 1794 Domingo Panganiban - 1795 Vicente Labog - 1796 Domingo Panganiban - 1797 Raymundo Dinahum - 1798 Vicente Pisang - 1799 Domingo Panganiban - 1800 Franciso Furuc Binaley - 1801 Miguel Loggan - 1802 Raymundo Dinahum - 1803 Alberto Danguilan - 1804 Miguel Mamuric | - 1805 Domingo Panganiban - 1806 Jacinto Balauag - 1807 Miguel Loggan - 1808 Raymundo Dinahum - 1809 Jacinto Balauag - 1810 Vicente Pisang - 1811 Jacinto Balauag - 1812 Martín Lumicao - 1813 Nicholas Alindayu - 1814 Simón Danguilan - 1815 Clemente Danguilan - 1816 Antonio Danguilan - 1817 Simón Danguilan - 1818 Felipe Paracad - 1819 Miguel Loggan - 1820 Alejandro Cumiding | - 1821 Raymundo Dinahum - 1822 José Pisang - 1823 Antonio Danguilan - 1824 Martín Lumicao - 1825 Vicente Loggan - 1826 Manuel Siggacao - 1827 Martín Lumicao - 1828 José Pisang - 1829 Juan Guiab - 1830 Miguel Panganiban - 1831 Domingo Dinahum - 1832 Clemente Danguilan - 1833 José Pisang - 1834 Jacinto Balauag - 1835 Vicente Loggan | - 1836 Domingo Dinahum - 1837 Clemente Danguilan - 1838 Miguel Panganiban - 1839 Ambrosio Loggan - 1840 Enrique Balauag - 1841 Dionisio Piggangay - 1842 Clemente Danguilan - 1843 José Pisang - 1844 Justo Danguilan - 1845 Domingo Dinahum - 1846 Ambrosio Loggan - 1847 Pedro Panganiban - 1848 Diego Lumicao - 1849 Enrique Balauag - 1850 Pedro Panganiban |

### Gobernadorcillo en Bayombong y teniente del barrio de  Lumabang
Por orden ejecutiva de 1851, el Gobernador General de Filipinas Antonio Urbiztondo, Marqués de la Solana,  Lumabang pasa a ser barrio de Bayombong, donde reside el Gobernadorcillo, correspondiendo un teniente del barrio a Solano, entonces conocido como Lumabang.
- 1850 Teniente del Barrio Pedro Panganiban.
- 1851 Gobernadorcillo Domingo Bacani, Teniente del Barrio Manuel Cutaran.
- 1852 Gobernadorcillo Pantaleon Rivera, Teniente del Barrio Manuel Cutaran.
- 1853 Gobernadorcillo Justo Danguilan, Teniente del Barrio Francisco Panganiban.
- 1854 Gobernadorcillo Juan Sánchez, Teniente del Barrio ??
- 1855 Gobernadorcillo Ambrosio Loggan, Teniente del Barrio ??
- 1856 Gobernadorcillo Jacinto Bacani, Teniente del Barrio Ambrosio Loggan

### Provincia de La Isabela de Luzón
Se crea la nueva provincia, La Isabela de Luzón, con territorios de la Nueva Vizcaya y de Cagayán. El gobernador de Nueva Vizcaya era Julián del Valle, el presidente municipal de Cagayán vino aquí con el propósito de esta reorganización.
- 1857 Gobernadorcillo Panteleon Rivera, Teniente del Barrio Venido Loggan
- 1858 Gobernadorcillo Manuel Cutaran,  Teniente del Barrio Domingo Esguerra
- 1859 Gobernadorcillo Vicente Saquing,  Teniente del Barrio Miguel Dumelod
- 1860 Gobernadorcillo Torcuato Maddela,  Teniente del Barrio Miguel Loggan

### Separación de Bayombong
El general español, Ramón María Solano Llanderal autorizó la separación del barrio de Lumabang del municipio de Bayombong, restaurando el cargo de Gobernadorcillo.
- 1860 Miguel Loggan
- 1861 Pedro Panganiban
- 1862 Enrique Balauag
- 1863 Venido Loggan.[6]

| - 1864-65 Francisco Panganiban - 1866-67 Vicente Saquing - 1868-69 Santiago Ludan - 1870-71 Miguel Loggan | - 1872-73 Francisco Panganiban - 1874-75 Vicente Loggan - 1876-77 Vicente Danguilan - 1878-79 Francisco Panganiban | - 1880-81 Vicente Loggan - 1882-83 Jacinto Loggan - 1884-85 Francisco Binaley, fallecido el 28 de marzo de 1884, Antonio Dumelod. - 1886-87 Domingo Panganiban - 1888-89 Domingo Ludan |

## Fiestas locales
- El festival Pagbiagan se celebra todos durante los días 7 y 8 de octubre.
- Fiesta patronal en honor de San Luis Beltrán el día 10 de octubre.[7]